# Chiesa dei Santi Jacopo e Frediano
La chiesa di Santi Jacopo e Frediano è un edificio sacro situato a Crasciana, nel comune di Bagni di Lucca, nella provincia di Lucca, in Toscana.

## Descrizione
La doppia dedicazione è stata data all'edificio dopo che l'antichissima chiesa di San Frediano perse di importanza. L'aspetto attuale, a tre navate coperte a volta e con coro, risale alla metà del Settecento; in precedenza le navate erano due, coperte a capriate lignee. Sempre nel Settecento vennero decorati il coro e l'altar maggiore, e le colonne ornate con stucchi. Fra le opere una Annunciazione della scuola dei Della Robbia, un dipinto con l'Assunzione della Vergine e santi, della prima metà del Seicento, e un Crocifisso ligneo in cui di recente la critica ha visto la mano di un maestro lucchese, attivo alla fine del Trecento, prossimo al linguaggio di Antonio Pardini.